# Lidophia graminis
Lidophia graminis är en svampart som först beskrevs av Pier Andrea Saccardo, och fick sitt nu gällande namn av J. Walker & B. Sutton 1974. Lidophia graminis ingår i släktet Lidophia, klassen Dothideomycetes, divisionen sporsäcksvampar och riket svampar.  Arten är reproducerande i Sverige. Inga underarter finns listade i Catalogue of Life.